# André Flahaut
Pour les articles homonymes, voir Flahaut.
 (février 2023).
Si vous disposez d'ouvrages ou d'articles de référence ou si vous connaissez des sites web de qualité traitant du thème abordé ici, merci de compléter l'article en donnant les références utiles à sa vérifiabilité et en les liant à la section « Notes et références ».
André Flahaut, né le 18 août 1955 à Walhain (Belgique), est un homme politique socialiste belge francophone.
Ministre du gouvernement fédéral, puis Président de la Chambre des représentants du 20 juillet 2010 au 30 juin 2014, durant la 53e législature. Il devient, le 20 juillet 2014, Ministre francophone du Budget, à la Fonction publique et à la Simplification administrative au sein du Gouvernement Demotte III.
Il est nommé ministre d'État le 7 décembre 2009.

## Biographie
André Flahaut est le fils d'un employé de la Société de mécanographie et d’application des lois sociales. Il est éduqué par sa mère, femme au foyer. D'autre part, son grand-père, cheminot, l'encourage dans son engagement politique.
C'est à l'Athénée de Gembloux qu'André Flahaut s'engage dans la vie politique. Il poursuit ses études à l'Université libre de Bruxelles, de laquelle il sort diplômé d'une licence en sciences politiques et administratives publiques.:
Militant au Parti socialiste depuis 1973, il occupe diverses fonctions : de la présidence de la section locale jusqu'à la présidence de la fédération du Brabant wallon, il est successivement conseiller communal à Walhain, puis à Nivelles, avant de se faire élire conseiller provincial du Brabant ; élu au Parlement fédéral en 1994, il est finalement nommé ministre au sein du gouvernement fédéral, dans un premier temps chargé du portefeuille de la Fonction publique, puis de la Défense nationale.
Il est également Directeur de l'Institut Émile-Vandervelde (Centre d’études du PS) pour lequel il collabore déjà depuis 1979, de 1989 à 1995. Durant cette période, il préside également l'Office de la naissance et de l’enfant (ONE), est vice-président de l’Intercommunale des Œuvres sociales du Brabant wallon (IOSBW) de 1993 à 1995 et Président de la Mutualité socialiste du Brabant wallon de 1993 à nos jours, considérant cependant une « mise en congé » obligatoire pour cause de mandat ministériel.
André Flahaut siégea au Conseil régional wallon du 26 juillet 1994 au 12 avril 1995.
André Flahaut est l’auteur d’un livre reprenant ses premiers pas en politique, au cœur de sa terre natale « Brabant passion ».
Il est réélu au Parlement wallon le 7 juin 2009 mais préfère rester à la Chambre.
Le 4 septembre 2010, il est nommé médiateur par le Roi Albert II en compagnie du président du Sénat, Danny Pieters pour tenter de trouver une sortie de crise à la situation politique délicate dans laquelle se trouve la Belgique après l'échec des négociations pour la formation d'un gouvernement après les élections législatives du 13 juin 2010.
Il préside la Chambre des représentants durant la 53e législature de 2010 à 2014.
En juillet 2014, il devient ministre dans le gouvernement Demotte III (Communauté française).

## Polémique
Le 26 mai 2008, lors d'une manifestation pro-palestinienne, il compare l'État israélien au nazisme. À la suite de cette accusation, il décide de porter plainte contre le Comité de coordination des organisations juives de Belgique (CCOJB) s'estimant atteint dans son honneur et perd le procès en appel en 2014.

## Distinctions
- Grand-croix de l'ordre de Léopold II (en 2014)[3].
- Commandeur de l'ordre de Léopold.